# Broc, Fribourg
Broc är en ort och kommun i distriktet Gruyère i kantonen Fribourg, Schweiz. Kommunen har 2 810 invånare (2023).